# Wyatt Smith (Eishockeyspieler)
Wyatt Carter Smith (* 13. Februar 1977 in Thief River Falls, Minnesota) ist ein ehemaliger US-amerikanischer Eishockeyspieler und derzeitiger -scout, der im Verlauf seiner aktiven Karriere zwischen 1995 und 2011 unter anderem 216 Spiele für die Phoenix Coyotes, Nashville Predators, New York Islanders, Minnesota Wild und Colorado Avalanche in der National Hockey League (NHL) auf der Position des Centers bestritten hat. Darüber hinaus absolvierte Smith über 600 weitere Partien in der American Hockey League (AHL). Seit Sommer 2012 ist er als Scout für die Vancouver Canucks in der NHL tätig.

## Karriere
Smith begann seine Karriere im Team der University of Minnesota im Spielbetrieb der National Collegiate Athletic Association, bevor er beim NHL Entry Draft 1997 als 233. Spieler in der neunten Runde von den Phoenix Coyotes aus der National Hockey League (NHL) ausgewählt (gedraftet) wurde. Während seiner Zeit in Phoenix absolvierte der Linksschütze jedoch nur wenige NHL-Spiele. Die meiste Zeit verbrachte er bei den Springfield Falcons, einem Farmteam der Coyotes in der American Hockey League (AHL). Dies änderte sich auch bei Smiths folgender NHL-Station, den Nashville Predators, nicht. Erst für die New York Islanders und Minnesota Wild stand der Angreifer regelmäßiger auf dem Eis.
Am 20. August 2007 wurde Wyatt Smith von den Colorado Avalanche als Free Agent verpflichtet, dann jedoch im Dezember desselben Jahres zum Kooperationspartner Lake Erie Monsters in die AHL geschickt. Nach der Spielzeit wechselte der Kanadier zu den Tampa Bay Lightning, die ihn in der Folgezeit hauptsächlich bei den Norfolk Admirals in der AHL einsetzten. Im September 2010 unterzeichnete Smith einen auf ein Jahr befristeten Vertrag bei den Boston Bruins. Er spielte bis zum Jahresende für das Farmteam der Bruins den Providence Bruins in der AHL. Zum Jahresende wechselte er nach Europa in die Deutsche Eishockey Liga (DEL) und unterschrieb einen Vertrag beim ERC Ingolstadt. Nach der Saison 2010/11 beendete der 34-Jährige seine Karriere.
Seit Sommer 2012 ist Smith als Scout bei den Vancouver Canucks aus der NHL angestellt.

### International
Mit der U20-Nationalmannschaft der Vereinigten Staaten nahm Smith an den Junioren-Weltmeisterschaften 1996 und 1997 teil. Dabei erreichte er im Jahr 1997 mit dem Team das Finale und sicherte nach einer 0:2-Niederlage gegen Kanada die Silbermedaille. Im Vorjahr hatte er mit der Mannschaft den fünften Platz im Endklassement belegt. In insgesamt zwölf Turnierspielen über den zweijährigen Zeitraum bereitete der Mittelstürmer drei Treffer vor.

## Erfolge und Auszeichnungen
- 1996 Broadmoor-Trophy-Gewinn mit der University of Minnesota
- 1997 Silbermedaille bei der Junioren-Weltmeisterschaft
- 2004 Calder-Cup-Gewinn mit den Milwaukee Admirals

## Karrierestatistik

### International
Vertrat die USA bei:
- Junioren-Weltmeisterschaft 1996
- Junioren-Weltmeisterschaft 1997

(Legende zur Spielerstatistik: Sp oder GP = absolvierte Spiele; T oder G = erzielte Tore; V oder A = erzielte Assists; Pkt oder Pts = erzielte Scorerpunkte; SM oder PIM = erhaltene Strafminuten; +/− = Plus/Minus-Bilanz; PP = erzielte Überzahltore; SH = erzielte Unterzahltore; GW = erzielte Siegtore; 1 Play-downs/Relegation; Kursiv: Statistik nicht vollständig)